# John Ronald Brown
Pour les articles homonymes, voir Brown.
Cet article possède un paronyme, voir John Brown (homonymie).
John Ronald Brown (14 juillet 1922 – 16 mai 2010) est un chirurgien américain reconnu coupable du meurtre d'un de ses patients de 79 ans.

## Jeunesse
Fils d'un médecin, John Ronald Brown est né en 1922. Très bon élève, il a été diplômé de l'école secondaire à l'âge de 16 ans. Lorsqu'il a été appelé à l'Armée américaine durant la Seconde Guerre mondiale, il a obtenu un score assez exceptionnel, au test de l'armée, pour être envoyé à l'école de médecine.
Brown a été diplômé de l'Université de médecine de l'Utah en 1947, et il a travaillé comme médecin généraliste pendant près de deux décennies. Cependant, après le décès d'un patient lors d'une thyroïdectomie, il a décidé de suivre des formations en chirurgie.
Malgré le fait qu'il ait excellé dans la partie écrite de la certification, de la Commission Américaine de Chirurgie Plastique, il a échoué à l'évaluation orale (en blâmant son père « dominateur »).

## Carrière médicale
Au début des années 1970, Brown exerçait la chirurgie de réattribution sexuelle pour des personnes trans, dans une petite clinique, qu'il avait mise en place à San Francisco. Par la suite, il aurait prétendu avoir effectué 600 interventions au cours de sa carrière. La plupart de ses patients étaient des personnes trans qui étaient trop pauvres pour payer les honoraires des chirurgiens de renom. D'autres étaient d'anciens patients des unités de l'Université de Stanford et de l'université Johns Hopkins Hospital, qui offraient des traitements aux personnes trans, pendant les années 1960. Seule une petite minorité de patients ont réussi à passer leurs critères exceptionnellement stricts pour effectuer la chirurgie de changement de sexe. Le programme de l'université Johns Hopkins a, par exemple, approuvé la chirurgie pour seulement 24 personnes, sur les 2000 qui la demandaient. Brown, en revanche, a ouvertement avoué qu'il était prêt à opérer n'importe qui, du moment qu'il le payerait. De nombreuses femmes trans lui ont été reconnaissantes de les avoir opéré, alors qu'elles n'avaient plus aucun recours. Son manque de qualification chirurgicale officielle l'empêchait d'effectuer des chirurgies de changement de sexe dans une salle d'opération entièrement équipée ; il les réalisait donc dans son bureau. Il a aussi réalisé des chirurgies dans son garage, et dans des chambres de motel.
En 1977, à la suite de la mort d'un patient et d'un procès qui lui avait été intenté, la licence médicale de Brown a été révoquée par le conseil médical de Californie, pour « négligence, incompétence et exercice professionnel de la médecine d'une manière impliquant la turpitude morale ». Il a également mis en cause pour avoir travaillé sans être qualifié, avec des prétendus assistants médicaux, et pour ne pas avoir fait hospitaliser un patient qui avait développé une infection mortelle ; il faisait de fausses déclarations à l'assurance médicale. Brown a continué à pratiquer la médecine en dehors de la Californie, mais il a été successivement interdit d'exercer à Hawaï, en Alaska et à l'île de Sainte-Lucie.
Pendant les années 1980, Brown a commencé à solliciter, et à faire de la publicité, de services chirurgicaux aux États-Unis, tout opérant au Mexique. En 1986, un article dans le magazine Forum (en) a rapporté que sa chirurgie augmentait la longueur du pénis. L'article du Forum, et la une du documentaire télévisuel Inside Edition, ont dépeint, plus tard, Brown comme un chirurgien incapable et incompétent ("The Worst Doctor in America"). Tandis que certains de ses patients ont été satisfaits des opérations, et ont fait l'éloge de Brown, il a, dans l'ensemble, eu une mauvaise réputation, et de nombreuses personnes trans lui donnaient le surnom « Boucher Brown ». Malgré cela, des personnes désespérées ont continué à le rechercher.
En 1990, Brown a passé 19 mois en prison, pour pratique de la médecine sans licence. La condamnation est arrivée après que Brown ait opéré une femme trans de 30 ans, dans le comté d'Orange en Californie. Après sa sortie de prison, Brown a travaillé comme chauffeur de taxi pendant un an, avant de retourner dans la pratique médicale.

## Culpabilité de meurtre
Le 9 mai 1998, Brown a effectué une amputation de jambe sur Philippe Bondy, 79 ans, retraité d'ingénierie satellite de New York, à Tijuana (Mexique). Bondy a été l'une des rares personnes souffrant de trouble identitaire de l'intégrité corporelle — désir d'avoir un membre en bonne santé amputé. Très peu de chirurgiens de renom sont prêts à traiter ce trouble en réalisant une telle amputation.
Peu de temps après, Bondy a été retrouvé mort, à National City (Californie), dans sa chambre d'hôtel, par un ami –une autre victime qui avait voyagé avec lui au Mexique, mais qui n'avait plus voulu subir d'intervention chirurgicale avec Brown, au dernier moment. Une autopsie a montré que Bondy était mort d'une gangrène gazeuse. Une recherche policière dans la maison de Brown –au rez-de-chaussée de l'unité, dans un immeuble de San Ysidro– a révélé la présence de serviettes ensanglantées, de draps et de matelas, ainsi que des médicaments anesthésiants, des instruments chirurgicaux, et des centaines de tubes de superglue. La police a également découvert des bande-vidéos des opérations de Brown.
Brown a fait l'objet de poursuites en Californie pour meurtre au second degré, une charge particulièrement grave dans les cas médicaux. Un chirurgien, témoin de l'accusation, a révélé que Brown n'avait pas laissé un lambeau de peau assez grand pour couvrir correctement l'os et le moignon. Le petit lambeau avait été trop étiré pour permettre un débit sanguin normal, et le tissu de rabat était mort, ce qui avait permis l'infection du Clostridium perfringens, et la production de la gangrène. Un certain nombre de femmes trans ont donné le témoignage de leurs expériences avec Brown. Cependant, il a continué à avoir quelques sympathisants parmi les anciens patients, même après son arrestation.
Brown a été condamné par décision unanime à quinze ans de prison à vie.

## Maladie et mort
À partir du printemps 2010, l'état de santé de John Ronald Brown s'était beaucoup détérioré, et de nombreux problèmes de santé sont survenus, notamment un grave épisode de pneumonie. Le traitement pour sa pneumonie s'est finalement avéré inutile, son corps a fini par rejeter les médicaments antibiotiques. Alors que des arrangements avaient été pris pour placer Brown dans une maison de repos à San Diego, il est décédé dans la soirée du 16 mai 2010 à 22:40 (heure locale), deux mois après son 88e anniversaire[citation nécessaire].